# Rudolf L'Hermet
Rudolf L'Hermet (Magdeburgo, 28 dicembre 1859 – Schönebeck, 25 novembre 1945) è stato un compositore di scacchi tedesco.

## Biografia
Discendente da una famiglia originaria di Nîmes, compose circa 500 problemi, in maggioranza in due e tre mosse, ottenendo numerosi premi.
Fu redattore per oltre quarant'anni della rubrica di scacchi della Magdeburgischer Zeitung, e per alcuni anni presidente del circolo scacchistico di Magdeburgo. Di professione era un commerciante.
Il GM per la composizione Udo Degener ha pubblicato una selezione di suoi problemi nel libro "Rudolf L'Hermet - 64 Schachaufgaben" (Udo Degener Verlag, Potsdam, 2012).
Tre suoi problemi:
|   | a | b | c | d | e | f | g | h |   |
| 8 | f8 torre del bianco · f7 pedone del nero · h7 alfiere del bianco · f6 donna del nero · g6 cavallo del nero · e5 torre del bianco · g5 pedone del nero · b4 cavallo del bianco · c4 pedone del bianco · d4 cavallo del bianco · e4 torre del nero · f4 re del nero · g4 pedone del bianco · a3 donna del bianco · h3 pedone del bianco · b2 alfiere del bianco · h2 re del bianco · h1 cavallo del nero | f8 torre del bianco · f7 pedone del nero · h7 alfiere del bianco · f6 donna del nero · g6 cavallo del nero · e5 torre del bianco · g5 pedone del nero · b4 cavallo del bianco · c4 pedone del bianco · d4 cavallo del bianco · e4 torre del nero · f4 re del nero · g4 pedone del bianco · a3 donna del bianco · h3 pedone del bianco · b2 alfiere del bianco · h2 re del bianco · h1 cavallo del nero | f8 torre del bianco · f7 pedone del nero · h7 alfiere del bianco · f6 donna del nero · g6 cavallo del nero · e5 torre del bianco · g5 pedone del nero · b4 cavallo del bianco · c4 pedone del bianco · d4 cavallo del bianco · e4 torre del nero · f4 re del nero · g4 pedone del bianco · a3 donna del bianco · h3 pedone del bianco · b2 alfiere del bianco · h2 re del bianco · h1 cavallo del nero | f8 torre del bianco · f7 pedone del nero · h7 alfiere del bianco · f6 donna del nero · g6 cavallo del nero · e5 torre del bianco · g5 pedone del nero · b4 cavallo del bianco · c4 pedone del bianco · d4 cavallo del bianco · e4 torre del nero · f4 re del nero · g4 pedone del bianco · a3 donna del bianco · h3 pedone del bianco · b2 alfiere del bianco · h2 re del bianco · h1 cavallo del nero | f8 torre del bianco · f7 pedone del nero · h7 alfiere del bianco · f6 donna del nero · g6 cavallo del nero · e5 torre del bianco · g5 pedone del nero · b4 cavallo del bianco · c4 pedone del bianco · d4 cavallo del bianco · e4 torre del nero · f4 re del nero · g4 pedone del bianco · a3 donna del bianco · h3 pedone del bianco · b2 alfiere del bianco · h2 re del bianco · h1 cavallo del nero | f8 torre del bianco · f7 pedone del nero · h7 alfiere del bianco · f6 donna del nero · g6 cavallo del nero · e5 torre del bianco · g5 pedone del nero · b4 cavallo del bianco · c4 pedone del bianco · d4 cavallo del bianco · e4 torre del nero · f4 re del nero · g4 pedone del bianco · a3 donna del bianco · h3 pedone del bianco · b2 alfiere del bianco · h2 re del bianco · h1 cavallo del nero | f8 torre del bianco · f7 pedone del nero · h7 alfiere del bianco · f6 donna del nero · g6 cavallo del nero · e5 torre del bianco · g5 pedone del nero · b4 cavallo del bianco · c4 pedone del bianco · d4 cavallo del bianco · e4 torre del nero · f4 re del nero · g4 pedone del bianco · a3 donna del bianco · h3 pedone del bianco · b2 alfiere del bianco · h2 re del bianco · h1 cavallo del nero | f8 torre del bianco · f7 pedone del nero · h7 alfiere del bianco · f6 donna del nero · g6 cavallo del nero · e5 torre del bianco · g5 pedone del nero · b4 cavallo del bianco · c4 pedone del bianco · d4 cavallo del bianco · e4 torre del nero · f4 re del nero · g4 pedone del bianco · a3 donna del bianco · h3 pedone del bianco · b2 alfiere del bianco · h2 re del bianco · h1 cavallo del nero | 8 |
| 7 | f8 torre del bianco · f7 pedone del nero · h7 alfiere del bianco · f6 donna del nero · g6 cavallo del nero · e5 torre del bianco · g5 pedone del nero · b4 cavallo del bianco · c4 pedone del bianco · d4 cavallo del bianco · e4 torre del nero · f4 re del nero · g4 pedone del bianco · a3 donna del bianco · h3 pedone del bianco · b2 alfiere del bianco · h2 re del bianco · h1 cavallo del nero | f8 torre del bianco · f7 pedone del nero · h7 alfiere del bianco · f6 donna del nero · g6 cavallo del nero · e5 torre del bianco · g5 pedone del nero · b4 cavallo del bianco · c4 pedone del bianco · d4 cavallo del bianco · e4 torre del nero · f4 re del nero · g4 pedone del bianco · a3 donna del bianco · h3 pedone del bianco · b2 alfiere del bianco · h2 re del bianco · h1 cavallo del nero | f8 torre del bianco · f7 pedone del nero · h7 alfiere del bianco · f6 donna del nero · g6 cavallo del nero · e5 torre del bianco · g5 pedone del nero · b4 cavallo del bianco · c4 pedone del bianco · d4 cavallo del bianco · e4 torre del nero · f4 re del nero · g4 pedone del bianco · a3 donna del bianco · h3 pedone del bianco · b2 alfiere del bianco · h2 re del bianco · h1 cavallo del nero | f8 torre del bianco · f7 pedone del nero · h7 alfiere del bianco · f6 donna del nero · g6 cavallo del nero · e5 torre del bianco · g5 pedone del nero · b4 cavallo del bianco · c4 pedone del bianco · d4 cavallo del bianco · e4 torre del nero · f4 re del nero · g4 pedone del bianco · a3 donna del bianco · h3 pedone del bianco · b2 alfiere del bianco · h2 re del bianco · h1 cavallo del nero | f8 torre del bianco · f7 pedone del nero · h7 alfiere del bianco · f6 donna del nero · g6 cavallo del nero · e5 torre del bianco · g5 pedone del nero · b4 cavallo del bianco · c4 pedone del bianco · d4 cavallo del bianco · e4 torre del nero · f4 re del nero · g4 pedone del bianco · a3 donna del bianco · h3 pedone del bianco · b2 alfiere del bianco · h2 re del bianco · h1 cavallo del nero | f8 torre del bianco · f7 pedone del nero · h7 alfiere del bianco · f6 donna del nero · g6 cavallo del nero · e5 torre del bianco · g5 pedone del nero · b4 cavallo del bianco · c4 pedone del bianco · d4 cavallo del bianco · e4 torre del nero · f4 re del nero · g4 pedone del bianco · a3 donna del bianco · h3 pedone del bianco · b2 alfiere del bianco · h2 re del bianco · h1 cavallo del nero | f8 torre del bianco · f7 pedone del nero · h7 alfiere del bianco · f6 donna del nero · g6 cavallo del nero · e5 torre del bianco · g5 pedone del nero · b4 cavallo del bianco · c4 pedone del bianco · d4 cavallo del bianco · e4 torre del nero · f4 re del nero · g4 pedone del bianco · a3 donna del bianco · h3 pedone del bianco · b2 alfiere del bianco · h2 re del bianco · h1 cavallo del nero | f8 torre del bianco · f7 pedone del nero · h7 alfiere del bianco · f6 donna del nero · g6 cavallo del nero · e5 torre del bianco · g5 pedone del nero · b4 cavallo del bianco · c4 pedone del bianco · d4 cavallo del bianco · e4 torre del nero · f4 re del nero · g4 pedone del bianco · a3 donna del bianco · h3 pedone del bianco · b2 alfiere del bianco · h2 re del bianco · h1 cavallo del nero | 7 |
| 6 | f8 torre del bianco · f7 pedone del nero · h7 alfiere del bianco · f6 donna del nero · g6 cavallo del nero · e5 torre del bianco · g5 pedone del nero · b4 cavallo del bianco · c4 pedone del bianco · d4 cavallo del bianco · e4 torre del nero · f4 re del nero · g4 pedone del bianco · a3 donna del bianco · h3 pedone del bianco · b2 alfiere del bianco · h2 re del bianco · h1 cavallo del nero | f8 torre del bianco · f7 pedone del nero · h7 alfiere del bianco · f6 donna del nero · g6 cavallo del nero · e5 torre del bianco · g5 pedone del nero · b4 cavallo del bianco · c4 pedone del bianco · d4 cavallo del bianco · e4 torre del nero · f4 re del nero · g4 pedone del bianco · a3 donna del bianco · h3 pedone del bianco · b2 alfiere del bianco · h2 re del bianco · h1 cavallo del nero | f8 torre del bianco · f7 pedone del nero · h7 alfiere del bianco · f6 donna del nero · g6 cavallo del nero · e5 torre del bianco · g5 pedone del nero · b4 cavallo del bianco · c4 pedone del bianco · d4 cavallo del bianco · e4 torre del nero · f4 re del nero · g4 pedone del bianco · a3 donna del bianco · h3 pedone del bianco · b2 alfiere del bianco · h2 re del bianco · h1 cavallo del nero | f8 torre del bianco · f7 pedone del nero · h7 alfiere del bianco · f6 donna del nero · g6 cavallo del nero · e5 torre del bianco · g5 pedone del nero · b4 cavallo del bianco · c4 pedone del bianco · d4 cavallo del bianco · e4 torre del nero · f4 re del nero · g4 pedone del bianco · a3 donna del bianco · h3 pedone del bianco · b2 alfiere del bianco · h2 re del bianco · h1 cavallo del nero | f8 torre del bianco · f7 pedone del nero · h7 alfiere del bianco · f6 donna del nero · g6 cavallo del nero · e5 torre del bianco · g5 pedone del nero · b4 cavallo del bianco · c4 pedone del bianco · d4 cavallo del bianco · e4 torre del nero · f4 re del nero · g4 pedone del bianco · a3 donna del bianco · h3 pedone del bianco · b2 alfiere del bianco · h2 re del bianco · h1 cavallo del nero | f8 torre del bianco · f7 pedone del nero · h7 alfiere del bianco · f6 donna del nero · g6 cavallo del nero · e5 torre del bianco · g5 pedone del nero · b4 cavallo del bianco · c4 pedone del bianco · d4 cavallo del bianco · e4 torre del nero · f4 re del nero · g4 pedone del bianco · a3 donna del bianco · h3 pedone del bianco · b2 alfiere del bianco · h2 re del bianco · h1 cavallo del nero | f8 torre del bianco · f7 pedone del nero · h7 alfiere del bianco · f6 donna del nero · g6 cavallo del nero · e5 torre del bianco · g5 pedone del nero · b4 cavallo del bianco · c4 pedone del bianco · d4 cavallo del bianco · e4 torre del nero · f4 re del nero · g4 pedone del bianco · a3 donna del bianco · h3 pedone del bianco · b2 alfiere del bianco · h2 re del bianco · h1 cavallo del nero | f8 torre del bianco · f7 pedone del nero · h7 alfiere del bianco · f6 donna del nero · g6 cavallo del nero · e5 torre del bianco · g5 pedone del nero · b4 cavallo del bianco · c4 pedone del bianco · d4 cavallo del bianco · e4 torre del nero · f4 re del nero · g4 pedone del bianco · a3 donna del bianco · h3 pedone del bianco · b2 alfiere del bianco · h2 re del bianco · h1 cavallo del nero | 6 |
| 5 | f8 torre del bianco · f7 pedone del nero · h7 alfiere del bianco · f6 donna del nero · g6 cavallo del nero · e5 torre del bianco · g5 pedone del nero · b4 cavallo del bianco · c4 pedone del bianco · d4 cavallo del bianco · e4 torre del nero · f4 re del nero · g4 pedone del bianco · a3 donna del bianco · h3 pedone del bianco · b2 alfiere del bianco · h2 re del bianco · h1 cavallo del nero | f8 torre del bianco · f7 pedone del nero · h7 alfiere del bianco · f6 donna del nero · g6 cavallo del nero · e5 torre del bianco · g5 pedone del nero · b4 cavallo del bianco · c4 pedone del bianco · d4 cavallo del bianco · e4 torre del nero · f4 re del nero · g4 pedone del bianco · a3 donna del bianco · h3 pedone del bianco · b2 alfiere del bianco · h2 re del bianco · h1 cavallo del nero | f8 torre del bianco · f7 pedone del nero · h7 alfiere del bianco · f6 donna del nero · g6 cavallo del nero · e5 torre del bianco · g5 pedone del nero · b4 cavallo del bianco · c4 pedone del bianco · d4 cavallo del bianco · e4 torre del nero · f4 re del nero · g4 pedone del bianco · a3 donna del bianco · h3 pedone del bianco · b2 alfiere del bianco · h2 re del bianco · h1 cavallo del nero | f8 torre del bianco · f7 pedone del nero · h7 alfiere del bianco · f6 donna del nero · g6 cavallo del nero · e5 torre del bianco · g5 pedone del nero · b4 cavallo del bianco · c4 pedone del bianco · d4 cavallo del bianco · e4 torre del nero · f4 re del nero · g4 pedone del bianco · a3 donna del bianco · h3 pedone del bianco · b2 alfiere del bianco · h2 re del bianco · h1 cavallo del nero | f8 torre del bianco · f7 pedone del nero · h7 alfiere del bianco · f6 donna del nero · g6 cavallo del nero · e5 torre del bianco · g5 pedone del nero · b4 cavallo del bianco · c4 pedone del bianco · d4 cavallo del bianco · e4 torre del nero · f4 re del nero · g4 pedone del bianco · a3 donna del bianco · h3 pedone del bianco · b2 alfiere del bianco · h2 re del bianco · h1 cavallo del nero | f8 torre del bianco · f7 pedone del nero · h7 alfiere del bianco · f6 donna del nero · g6 cavallo del nero · e5 torre del bianco · g5 pedone del nero · b4 cavallo del bianco · c4 pedone del bianco · d4 cavallo del bianco · e4 torre del nero · f4 re del nero · g4 pedone del bianco · a3 donna del bianco · h3 pedone del bianco · b2 alfiere del bianco · h2 re del bianco · h1 cavallo del nero | f8 torre del bianco · f7 pedone del nero · h7 alfiere del bianco · f6 donna del nero · g6 cavallo del nero · e5 torre del bianco · g5 pedone del nero · b4 cavallo del bianco · c4 pedone del bianco · d4 cavallo del bianco · e4 torre del nero · f4 re del nero · g4 pedone del bianco · a3 donna del bianco · h3 pedone del bianco · b2 alfiere del bianco · h2 re del bianco · h1 cavallo del nero | f8 torre del bianco · f7 pedone del nero · h7 alfiere del bianco · f6 donna del nero · g6 cavallo del nero · e5 torre del bianco · g5 pedone del nero · b4 cavallo del bianco · c4 pedone del bianco · d4 cavallo del bianco · e4 torre del nero · f4 re del nero · g4 pedone del bianco · a3 donna del bianco · h3 pedone del bianco · b2 alfiere del bianco · h2 re del bianco · h1 cavallo del nero | 5 |
| 4 | f8 torre del bianco · f7 pedone del nero · h7 alfiere del bianco · f6 donna del nero · g6 cavallo del nero · e5 torre del bianco · g5 pedone del nero · b4 cavallo del bianco · c4 pedone del bianco · d4 cavallo del bianco · e4 torre del nero · f4 re del nero · g4 pedone del bianco · a3 donna del bianco · h3 pedone del bianco · b2 alfiere del bianco · h2 re del bianco · h1 cavallo del nero | f8 torre del bianco · f7 pedone del nero · h7 alfiere del bianco · f6 donna del nero · g6 cavallo del nero · e5 torre del bianco · g5 pedone del nero · b4 cavallo del bianco · c4 pedone del bianco · d4 cavallo del bianco · e4 torre del nero · f4 re del nero · g4 pedone del bianco · a3 donna del bianco · h3 pedone del bianco · b2 alfiere del bianco · h2 re del bianco · h1 cavallo del nero | f8 torre del bianco · f7 pedone del nero · h7 alfiere del bianco · f6 donna del nero · g6 cavallo del nero · e5 torre del bianco · g5 pedone del nero · b4 cavallo del bianco · c4 pedone del bianco · d4 cavallo del bianco · e4 torre del nero · f4 re del nero · g4 pedone del bianco · a3 donna del bianco · h3 pedone del bianco · b2 alfiere del bianco · h2 re del bianco · h1 cavallo del nero | f8 torre del bianco · f7 pedone del nero · h7 alfiere del bianco · f6 donna del nero · g6 cavallo del nero · e5 torre del bianco · g5 pedone del nero · b4 cavallo del bianco · c4 pedone del bianco · d4 cavallo del bianco · e4 torre del nero · f4 re del nero · g4 pedone del bianco · a3 donna del bianco · h3 pedone del bianco · b2 alfiere del bianco · h2 re del bianco · h1 cavallo del nero | f8 torre del bianco · f7 pedone del nero · h7 alfiere del bianco · f6 donna del nero · g6 cavallo del nero · e5 torre del bianco · g5 pedone del nero · b4 cavallo del bianco · c4 pedone del bianco · d4 cavallo del bianco · e4 torre del nero · f4 re del nero · g4 pedone del bianco · a3 donna del bianco · h3 pedone del bianco · b2 alfiere del bianco · h2 re del bianco · h1 cavallo del nero | f8 torre del bianco · f7 pedone del nero · h7 alfiere del bianco · f6 donna del nero · g6 cavallo del nero · e5 torre del bianco · g5 pedone del nero · b4 cavallo del bianco · c4 pedone del bianco · d4 cavallo del bianco · e4 torre del nero · f4 re del nero · g4 pedone del bianco · a3 donna del bianco · h3 pedone del bianco · b2 alfiere del bianco · h2 re del bianco · h1 cavallo del nero | f8 torre del bianco · f7 pedone del nero · h7 alfiere del bianco · f6 donna del nero · g6 cavallo del nero · e5 torre del bianco · g5 pedone del nero · b4 cavallo del bianco · c4 pedone del bianco · d4 cavallo del bianco · e4 torre del nero · f4 re del nero · g4 pedone del bianco · a3 donna del bianco · h3 pedone del bianco · b2 alfiere del bianco · h2 re del bianco · h1 cavallo del nero | f8 torre del bianco · f7 pedone del nero · h7 alfiere del bianco · f6 donna del nero · g6 cavallo del nero · e5 torre del bianco · g5 pedone del nero · b4 cavallo del bianco · c4 pedone del bianco · d4 cavallo del bianco · e4 torre del nero · f4 re del nero · g4 pedone del bianco · a3 donna del bianco · h3 pedone del bianco · b2 alfiere del bianco · h2 re del bianco · h1 cavallo del nero | 4 |
| 3 | f8 torre del bianco · f7 pedone del nero · h7 alfiere del bianco · f6 donna del nero · g6 cavallo del nero · e5 torre del bianco · g5 pedone del nero · b4 cavallo del bianco · c4 pedone del bianco · d4 cavallo del bianco · e4 torre del nero · f4 re del nero · g4 pedone del bianco · a3 donna del bianco · h3 pedone del bianco · b2 alfiere del bianco · h2 re del bianco · h1 cavallo del nero | f8 torre del bianco · f7 pedone del nero · h7 alfiere del bianco · f6 donna del nero · g6 cavallo del nero · e5 torre del bianco · g5 pedone del nero · b4 cavallo del bianco · c4 pedone del bianco · d4 cavallo del bianco · e4 torre del nero · f4 re del nero · g4 pedone del bianco · a3 donna del bianco · h3 pedone del bianco · b2 alfiere del bianco · h2 re del bianco · h1 cavallo del nero | f8 torre del bianco · f7 pedone del nero · h7 alfiere del bianco · f6 donna del nero · g6 cavallo del nero · e5 torre del bianco · g5 pedone del nero · b4 cavallo del bianco · c4 pedone del bianco · d4 cavallo del bianco · e4 torre del nero · f4 re del nero · g4 pedone del bianco · a3 donna del bianco · h3 pedone del bianco · b2 alfiere del bianco · h2 re del bianco · h1 cavallo del nero | f8 torre del bianco · f7 pedone del nero · h7 alfiere del bianco · f6 donna del nero · g6 cavallo del nero · e5 torre del bianco · g5 pedone del nero · b4 cavallo del bianco · c4 pedone del bianco · d4 cavallo del bianco · e4 torre del nero · f4 re del nero · g4 pedone del bianco · a3 donna del bianco · h3 pedone del bianco · b2 alfiere del bianco · h2 re del bianco · h1 cavallo del nero | f8 torre del bianco · f7 pedone del nero · h7 alfiere del bianco · f6 donna del nero · g6 cavallo del nero · e5 torre del bianco · g5 pedone del nero · b4 cavallo del bianco · c4 pedone del bianco · d4 cavallo del bianco · e4 torre del nero · f4 re del nero · g4 pedone del bianco · a3 donna del bianco · h3 pedone del bianco · b2 alfiere del bianco · h2 re del bianco · h1 cavallo del nero | f8 torre del bianco · f7 pedone del nero · h7 alfiere del bianco · f6 donna del nero · g6 cavallo del nero · e5 torre del bianco · g5 pedone del nero · b4 cavallo del bianco · c4 pedone del bianco · d4 cavallo del bianco · e4 torre del nero · f4 re del nero · g4 pedone del bianco · a3 donna del bianco · h3 pedone del bianco · b2 alfiere del bianco · h2 re del bianco · h1 cavallo del nero | f8 torre del bianco · f7 pedone del nero · h7 alfiere del bianco · f6 donna del nero · g6 cavallo del nero · e5 torre del bianco · g5 pedone del nero · b4 cavallo del bianco · c4 pedone del bianco · d4 cavallo del bianco · e4 torre del nero · f4 re del nero · g4 pedone del bianco · a3 donna del bianco · h3 pedone del bianco · b2 alfiere del bianco · h2 re del bianco · h1 cavallo del nero | f8 torre del bianco · f7 pedone del nero · h7 alfiere del bianco · f6 donna del nero · g6 cavallo del nero · e5 torre del bianco · g5 pedone del nero · b4 cavallo del bianco · c4 pedone del bianco · d4 cavallo del bianco · e4 torre del nero · f4 re del nero · g4 pedone del bianco · a3 donna del bianco · h3 pedone del bianco · b2 alfiere del bianco · h2 re del bianco · h1 cavallo del nero | 3 |
| 2 | f8 torre del bianco · f7 pedone del nero · h7 alfiere del bianco · f6 donna del nero · g6 cavallo del nero · e5 torre del bianco · g5 pedone del nero · b4 cavallo del bianco · c4 pedone del bianco · d4 cavallo del bianco · e4 torre del nero · f4 re del nero · g4 pedone del bianco · a3 donna del bianco · h3 pedone del bianco · b2 alfiere del bianco · h2 re del bianco · h1 cavallo del nero | f8 torre del bianco · f7 pedone del nero · h7 alfiere del bianco · f6 donna del nero · g6 cavallo del nero · e5 torre del bianco · g5 pedone del nero · b4 cavallo del bianco · c4 pedone del bianco · d4 cavallo del bianco · e4 torre del nero · f4 re del nero · g4 pedone del bianco · a3 donna del bianco · h3 pedone del bianco · b2 alfiere del bianco · h2 re del bianco · h1 cavallo del nero | f8 torre del bianco · f7 pedone del nero · h7 alfiere del bianco · f6 donna del nero · g6 cavallo del nero · e5 torre del bianco · g5 pedone del nero · b4 cavallo del bianco · c4 pedone del bianco · d4 cavallo del bianco · e4 torre del nero · f4 re del nero · g4 pedone del bianco · a3 donna del bianco · h3 pedone del bianco · b2 alfiere del bianco · h2 re del bianco · h1 cavallo del nero | f8 torre del bianco · f7 pedone del nero · h7 alfiere del bianco · f6 donna del nero · g6 cavallo del nero · e5 torre del bianco · g5 pedone del nero · b4 cavallo del bianco · c4 pedone del bianco · d4 cavallo del bianco · e4 torre del nero · f4 re del nero · g4 pedone del bianco · a3 donna del bianco · h3 pedone del bianco · b2 alfiere del bianco · h2 re del bianco · h1 cavallo del nero | f8 torre del bianco · f7 pedone del nero · h7 alfiere del bianco · f6 donna del nero · g6 cavallo del nero · e5 torre del bianco · g5 pedone del nero · b4 cavallo del bianco · c4 pedone del bianco · d4 cavallo del bianco · e4 torre del nero · f4 re del nero · g4 pedone del bianco · a3 donna del bianco · h3 pedone del bianco · b2 alfiere del bianco · h2 re del bianco · h1 cavallo del nero | f8 torre del bianco · f7 pedone del nero · h7 alfiere del bianco · f6 donna del nero · g6 cavallo del nero · e5 torre del bianco · g5 pedone del nero · b4 cavallo del bianco · c4 pedone del bianco · d4 cavallo del bianco · e4 torre del nero · f4 re del nero · g4 pedone del bianco · a3 donna del bianco · h3 pedone del bianco · b2 alfiere del bianco · h2 re del bianco · h1 cavallo del nero | f8 torre del bianco · f7 pedone del nero · h7 alfiere del bianco · f6 donna del nero · g6 cavallo del nero · e5 torre del bianco · g5 pedone del nero · b4 cavallo del bianco · c4 pedone del bianco · d4 cavallo del bianco · e4 torre del nero · f4 re del nero · g4 pedone del bianco · a3 donna del bianco · h3 pedone del bianco · b2 alfiere del bianco · h2 re del bianco · h1 cavallo del nero | f8 torre del bianco · f7 pedone del nero · h7 alfiere del bianco · f6 donna del nero · g6 cavallo del nero · e5 torre del bianco · g5 pedone del nero · b4 cavallo del bianco · c4 pedone del bianco · d4 cavallo del bianco · e4 torre del nero · f4 re del nero · g4 pedone del bianco · a3 donna del bianco · h3 pedone del bianco · b2 alfiere del bianco · h2 re del bianco · h1 cavallo del nero | 2 |
| 1 | f8 torre del bianco · f7 pedone del nero · h7 alfiere del bianco · f6 donna del nero · g6 cavallo del nero · e5 torre del bianco · g5 pedone del nero · b4 cavallo del bianco · c4 pedone del bianco · d4 cavallo del bianco · e4 torre del nero · f4 re del nero · g4 pedone del bianco · a3 donna del bianco · h3 pedone del bianco · b2 alfiere del bianco · h2 re del bianco · h1 cavallo del nero | f8 torre del bianco · f7 pedone del nero · h7 alfiere del bianco · f6 donna del nero · g6 cavallo del nero · e5 torre del bianco · g5 pedone del nero · b4 cavallo del bianco · c4 pedone del bianco · d4 cavallo del bianco · e4 torre del nero · f4 re del nero · g4 pedone del bianco · a3 donna del bianco · h3 pedone del bianco · b2 alfiere del bianco · h2 re del bianco · h1 cavallo del nero | f8 torre del bianco · f7 pedone del nero · h7 alfiere del bianco · f6 donna del nero · g6 cavallo del nero · e5 torre del bianco · g5 pedone del nero · b4 cavallo del bianco · c4 pedone del bianco · d4 cavallo del bianco · e4 torre del nero · f4 re del nero · g4 pedone del bianco · a3 donna del bianco · h3 pedone del bianco · b2 alfiere del bianco · h2 re del bianco · h1 cavallo del nero | f8 torre del bianco · f7 pedone del nero · h7 alfiere del bianco · f6 donna del nero · g6 cavallo del nero · e5 torre del bianco · g5 pedone del nero · b4 cavallo del bianco · c4 pedone del bianco · d4 cavallo del bianco · e4 torre del nero · f4 re del nero · g4 pedone del bianco · a3 donna del bianco · h3 pedone del bianco · b2 alfiere del bianco · h2 re del bianco · h1 cavallo del nero | f8 torre del bianco · f7 pedone del nero · h7 alfiere del bianco · f6 donna del nero · g6 cavallo del nero · e5 torre del bianco · g5 pedone del nero · b4 cavallo del bianco · c4 pedone del bianco · d4 cavallo del bianco · e4 torre del nero · f4 re del nero · g4 pedone del bianco · a3 donna del bianco · h3 pedone del bianco · b2 alfiere del bianco · h2 re del bianco · h1 cavallo del nero | f8 torre del bianco · f7 pedone del nero · h7 alfiere del bianco · f6 donna del nero · g6 cavallo del nero · e5 torre del bianco · g5 pedone del nero · b4 cavallo del bianco · c4 pedone del bianco · d4 cavallo del bianco · e4 torre del nero · f4 re del nero · g4 pedone del bianco · a3 donna del bianco · h3 pedone del bianco · b2 alfiere del bianco · h2 re del bianco · h1 cavallo del nero | f8 torre del bianco · f7 pedone del nero · h7 alfiere del bianco · f6 donna del nero · g6 cavallo del nero · e5 torre del bianco · g5 pedone del nero · b4 cavallo del bianco · c4 pedone del bianco · d4 cavallo del bianco · e4 torre del nero · f4 re del nero · g4 pedone del bianco · a3 donna del bianco · h3 pedone del bianco · b2 alfiere del bianco · h2 re del bianco · h1 cavallo del nero | f8 torre del bianco · f7 pedone del nero · h7 alfiere del bianco · f6 donna del nero · g6 cavallo del nero · e5 torre del bianco · g5 pedone del nero · b4 cavallo del bianco · c4 pedone del bianco · d4 cavallo del bianco · e4 torre del nero · f4 re del nero · g4 pedone del bianco · a3 donna del bianco · h3 pedone del bianco · b2 alfiere del bianco · h2 re del bianco · h1 cavallo del nero | 1 |
|   | a | b | c | d | e | f | g | h |   |

Soluzione:
1. Aa1 !  (zugzwang)
1. ... Rxe5/Dxe5  2. Df3#

1. ... Ch4/h8/xf8/e7  2. Txe4#

1. ... Txe5/e1  2. Cd3#

1. ... Cg3/f2  2. Dxg3#

|   | a | b | c | d | e | f | g | h |   |
| 8 | c8 re del bianco · c6 torre del bianco · e6 pedone del bianco · g5 alfiere del bianco · h5 cavallo del nero · e4 alfiere del nero · f4 donna del nero · a2 cavallo del bianco · b2 cavallo del bianco · d2 re del nero · e2 pedone del bianco · f2 donna del bianco | c8 re del bianco · c6 torre del bianco · e6 pedone del bianco · g5 alfiere del bianco · h5 cavallo del nero · e4 alfiere del nero · f4 donna del nero · a2 cavallo del bianco · b2 cavallo del bianco · d2 re del nero · e2 pedone del bianco · f2 donna del bianco | c8 re del bianco · c6 torre del bianco · e6 pedone del bianco · g5 alfiere del bianco · h5 cavallo del nero · e4 alfiere del nero · f4 donna del nero · a2 cavallo del bianco · b2 cavallo del bianco · d2 re del nero · e2 pedone del bianco · f2 donna del bianco | c8 re del bianco · c6 torre del bianco · e6 pedone del bianco · g5 alfiere del bianco · h5 cavallo del nero · e4 alfiere del nero · f4 donna del nero · a2 cavallo del bianco · b2 cavallo del bianco · d2 re del nero · e2 pedone del bianco · f2 donna del bianco | c8 re del bianco · c6 torre del bianco · e6 pedone del bianco · g5 alfiere del bianco · h5 cavallo del nero · e4 alfiere del nero · f4 donna del nero · a2 cavallo del bianco · b2 cavallo del bianco · d2 re del nero · e2 pedone del bianco · f2 donna del bianco | c8 re del bianco · c6 torre del bianco · e6 pedone del bianco · g5 alfiere del bianco · h5 cavallo del nero · e4 alfiere del nero · f4 donna del nero · a2 cavallo del bianco · b2 cavallo del bianco · d2 re del nero · e2 pedone del bianco · f2 donna del bianco | c8 re del bianco · c6 torre del bianco · e6 pedone del bianco · g5 alfiere del bianco · h5 cavallo del nero · e4 alfiere del nero · f4 donna del nero · a2 cavallo del bianco · b2 cavallo del bianco · d2 re del nero · e2 pedone del bianco · f2 donna del bianco | c8 re del bianco · c6 torre del bianco · e6 pedone del bianco · g5 alfiere del bianco · h5 cavallo del nero · e4 alfiere del nero · f4 donna del nero · a2 cavallo del bianco · b2 cavallo del bianco · d2 re del nero · e2 pedone del bianco · f2 donna del bianco | 8 |
| 7 | c8 re del bianco · c6 torre del bianco · e6 pedone del bianco · g5 alfiere del bianco · h5 cavallo del nero · e4 alfiere del nero · f4 donna del nero · a2 cavallo del bianco · b2 cavallo del bianco · d2 re del nero · e2 pedone del bianco · f2 donna del bianco | c8 re del bianco · c6 torre del bianco · e6 pedone del bianco · g5 alfiere del bianco · h5 cavallo del nero · e4 alfiere del nero · f4 donna del nero · a2 cavallo del bianco · b2 cavallo del bianco · d2 re del nero · e2 pedone del bianco · f2 donna del bianco | c8 re del bianco · c6 torre del bianco · e6 pedone del bianco · g5 alfiere del bianco · h5 cavallo del nero · e4 alfiere del nero · f4 donna del nero · a2 cavallo del bianco · b2 cavallo del bianco · d2 re del nero · e2 pedone del bianco · f2 donna del bianco | c8 re del bianco · c6 torre del bianco · e6 pedone del bianco · g5 alfiere del bianco · h5 cavallo del nero · e4 alfiere del nero · f4 donna del nero · a2 cavallo del bianco · b2 cavallo del bianco · d2 re del nero · e2 pedone del bianco · f2 donna del bianco | c8 re del bianco · c6 torre del bianco · e6 pedone del bianco · g5 alfiere del bianco · h5 cavallo del nero · e4 alfiere del nero · f4 donna del nero · a2 cavallo del bianco · b2 cavallo del bianco · d2 re del nero · e2 pedone del bianco · f2 donna del bianco | c8 re del bianco · c6 torre del bianco · e6 pedone del bianco · g5 alfiere del bianco · h5 cavallo del nero · e4 alfiere del nero · f4 donna del nero · a2 cavallo del bianco · b2 cavallo del bianco · d2 re del nero · e2 pedone del bianco · f2 donna del bianco | c8 re del bianco · c6 torre del bianco · e6 pedone del bianco · g5 alfiere del bianco · h5 cavallo del nero · e4 alfiere del nero · f4 donna del nero · a2 cavallo del bianco · b2 cavallo del bianco · d2 re del nero · e2 pedone del bianco · f2 donna del bianco | c8 re del bianco · c6 torre del bianco · e6 pedone del bianco · g5 alfiere del bianco · h5 cavallo del nero · e4 alfiere del nero · f4 donna del nero · a2 cavallo del bianco · b2 cavallo del bianco · d2 re del nero · e2 pedone del bianco · f2 donna del bianco | 7 |
| 6 | c8 re del bianco · c6 torre del bianco · e6 pedone del bianco · g5 alfiere del bianco · h5 cavallo del nero · e4 alfiere del nero · f4 donna del nero · a2 cavallo del bianco · b2 cavallo del bianco · d2 re del nero · e2 pedone del bianco · f2 donna del bianco | c8 re del bianco · c6 torre del bianco · e6 pedone del bianco · g5 alfiere del bianco · h5 cavallo del nero · e4 alfiere del nero · f4 donna del nero · a2 cavallo del bianco · b2 cavallo del bianco · d2 re del nero · e2 pedone del bianco · f2 donna del bianco | c8 re del bianco · c6 torre del bianco · e6 pedone del bianco · g5 alfiere del bianco · h5 cavallo del nero · e4 alfiere del nero · f4 donna del nero · a2 cavallo del bianco · b2 cavallo del bianco · d2 re del nero · e2 pedone del bianco · f2 donna del bianco | c8 re del bianco · c6 torre del bianco · e6 pedone del bianco · g5 alfiere del bianco · h5 cavallo del nero · e4 alfiere del nero · f4 donna del nero · a2 cavallo del bianco · b2 cavallo del bianco · d2 re del nero · e2 pedone del bianco · f2 donna del bianco | c8 re del bianco · c6 torre del bianco · e6 pedone del bianco · g5 alfiere del bianco · h5 cavallo del nero · e4 alfiere del nero · f4 donna del nero · a2 cavallo del bianco · b2 cavallo del bianco · d2 re del nero · e2 pedone del bianco · f2 donna del bianco | c8 re del bianco · c6 torre del bianco · e6 pedone del bianco · g5 alfiere del bianco · h5 cavallo del nero · e4 alfiere del nero · f4 donna del nero · a2 cavallo del bianco · b2 cavallo del bianco · d2 re del nero · e2 pedone del bianco · f2 donna del bianco | c8 re del bianco · c6 torre del bianco · e6 pedone del bianco · g5 alfiere del bianco · h5 cavallo del nero · e4 alfiere del nero · f4 donna del nero · a2 cavallo del bianco · b2 cavallo del bianco · d2 re del nero · e2 pedone del bianco · f2 donna del bianco | c8 re del bianco · c6 torre del bianco · e6 pedone del bianco · g5 alfiere del bianco · h5 cavallo del nero · e4 alfiere del nero · f4 donna del nero · a2 cavallo del bianco · b2 cavallo del bianco · d2 re del nero · e2 pedone del bianco · f2 donna del bianco | 6 |
| 5 | c8 re del bianco · c6 torre del bianco · e6 pedone del bianco · g5 alfiere del bianco · h5 cavallo del nero · e4 alfiere del nero · f4 donna del nero · a2 cavallo del bianco · b2 cavallo del bianco · d2 re del nero · e2 pedone del bianco · f2 donna del bianco | c8 re del bianco · c6 torre del bianco · e6 pedone del bianco · g5 alfiere del bianco · h5 cavallo del nero · e4 alfiere del nero · f4 donna del nero · a2 cavallo del bianco · b2 cavallo del bianco · d2 re del nero · e2 pedone del bianco · f2 donna del bianco | c8 re del bianco · c6 torre del bianco · e6 pedone del bianco · g5 alfiere del bianco · h5 cavallo del nero · e4 alfiere del nero · f4 donna del nero · a2 cavallo del bianco · b2 cavallo del bianco · d2 re del nero · e2 pedone del bianco · f2 donna del bianco | c8 re del bianco · c6 torre del bianco · e6 pedone del bianco · g5 alfiere del bianco · h5 cavallo del nero · e4 alfiere del nero · f4 donna del nero · a2 cavallo del bianco · b2 cavallo del bianco · d2 re del nero · e2 pedone del bianco · f2 donna del bianco | c8 re del bianco · c6 torre del bianco · e6 pedone del bianco · g5 alfiere del bianco · h5 cavallo del nero · e4 alfiere del nero · f4 donna del nero · a2 cavallo del bianco · b2 cavallo del bianco · d2 re del nero · e2 pedone del bianco · f2 donna del bianco | c8 re del bianco · c6 torre del bianco · e6 pedone del bianco · g5 alfiere del bianco · h5 cavallo del nero · e4 alfiere del nero · f4 donna del nero · a2 cavallo del bianco · b2 cavallo del bianco · d2 re del nero · e2 pedone del bianco · f2 donna del bianco | c8 re del bianco · c6 torre del bianco · e6 pedone del bianco · g5 alfiere del bianco · h5 cavallo del nero · e4 alfiere del nero · f4 donna del nero · a2 cavallo del bianco · b2 cavallo del bianco · d2 re del nero · e2 pedone del bianco · f2 donna del bianco | c8 re del bianco · c6 torre del bianco · e6 pedone del bianco · g5 alfiere del bianco · h5 cavallo del nero · e4 alfiere del nero · f4 donna del nero · a2 cavallo del bianco · b2 cavallo del bianco · d2 re del nero · e2 pedone del bianco · f2 donna del bianco | 5 |
| 4 | c8 re del bianco · c6 torre del bianco · e6 pedone del bianco · g5 alfiere del bianco · h5 cavallo del nero · e4 alfiere del nero · f4 donna del nero · a2 cavallo del bianco · b2 cavallo del bianco · d2 re del nero · e2 pedone del bianco · f2 donna del bianco | c8 re del bianco · c6 torre del bianco · e6 pedone del bianco · g5 alfiere del bianco · h5 cavallo del nero · e4 alfiere del nero · f4 donna del nero · a2 cavallo del bianco · b2 cavallo del bianco · d2 re del nero · e2 pedone del bianco · f2 donna del bianco | c8 re del bianco · c6 torre del bianco · e6 pedone del bianco · g5 alfiere del bianco · h5 cavallo del nero · e4 alfiere del nero · f4 donna del nero · a2 cavallo del bianco · b2 cavallo del bianco · d2 re del nero · e2 pedone del bianco · f2 donna del bianco | c8 re del bianco · c6 torre del bianco · e6 pedone del bianco · g5 alfiere del bianco · h5 cavallo del nero · e4 alfiere del nero · f4 donna del nero · a2 cavallo del bianco · b2 cavallo del bianco · d2 re del nero · e2 pedone del bianco · f2 donna del bianco | c8 re del bianco · c6 torre del bianco · e6 pedone del bianco · g5 alfiere del bianco · h5 cavallo del nero · e4 alfiere del nero · f4 donna del nero · a2 cavallo del bianco · b2 cavallo del bianco · d2 re del nero · e2 pedone del bianco · f2 donna del bianco | c8 re del bianco · c6 torre del bianco · e6 pedone del bianco · g5 alfiere del bianco · h5 cavallo del nero · e4 alfiere del nero · f4 donna del nero · a2 cavallo del bianco · b2 cavallo del bianco · d2 re del nero · e2 pedone del bianco · f2 donna del bianco | c8 re del bianco · c6 torre del bianco · e6 pedone del bianco · g5 alfiere del bianco · h5 cavallo del nero · e4 alfiere del nero · f4 donna del nero · a2 cavallo del bianco · b2 cavallo del bianco · d2 re del nero · e2 pedone del bianco · f2 donna del bianco | c8 re del bianco · c6 torre del bianco · e6 pedone del bianco · g5 alfiere del bianco · h5 cavallo del nero · e4 alfiere del nero · f4 donna del nero · a2 cavallo del bianco · b2 cavallo del bianco · d2 re del nero · e2 pedone del bianco · f2 donna del bianco | 4 |
| 3 | c8 re del bianco · c6 torre del bianco · e6 pedone del bianco · g5 alfiere del bianco · h5 cavallo del nero · e4 alfiere del nero · f4 donna del nero · a2 cavallo del bianco · b2 cavallo del bianco · d2 re del nero · e2 pedone del bianco · f2 donna del bianco | c8 re del bianco · c6 torre del bianco · e6 pedone del bianco · g5 alfiere del bianco · h5 cavallo del nero · e4 alfiere del nero · f4 donna del nero · a2 cavallo del bianco · b2 cavallo del bianco · d2 re del nero · e2 pedone del bianco · f2 donna del bianco | c8 re del bianco · c6 torre del bianco · e6 pedone del bianco · g5 alfiere del bianco · h5 cavallo del nero · e4 alfiere del nero · f4 donna del nero · a2 cavallo del bianco · b2 cavallo del bianco · d2 re del nero · e2 pedone del bianco · f2 donna del bianco | c8 re del bianco · c6 torre del bianco · e6 pedone del bianco · g5 alfiere del bianco · h5 cavallo del nero · e4 alfiere del nero · f4 donna del nero · a2 cavallo del bianco · b2 cavallo del bianco · d2 re del nero · e2 pedone del bianco · f2 donna del bianco | c8 re del bianco · c6 torre del bianco · e6 pedone del bianco · g5 alfiere del bianco · h5 cavallo del nero · e4 alfiere del nero · f4 donna del nero · a2 cavallo del bianco · b2 cavallo del bianco · d2 re del nero · e2 pedone del bianco · f2 donna del bianco | c8 re del bianco · c6 torre del bianco · e6 pedone del bianco · g5 alfiere del bianco · h5 cavallo del nero · e4 alfiere del nero · f4 donna del nero · a2 cavallo del bianco · b2 cavallo del bianco · d2 re del nero · e2 pedone del bianco · f2 donna del bianco | c8 re del bianco · c6 torre del bianco · e6 pedone del bianco · g5 alfiere del bianco · h5 cavallo del nero · e4 alfiere del nero · f4 donna del nero · a2 cavallo del bianco · b2 cavallo del bianco · d2 re del nero · e2 pedone del bianco · f2 donna del bianco | c8 re del bianco · c6 torre del bianco · e6 pedone del bianco · g5 alfiere del bianco · h5 cavallo del nero · e4 alfiere del nero · f4 donna del nero · a2 cavallo del bianco · b2 cavallo del bianco · d2 re del nero · e2 pedone del bianco · f2 donna del bianco | 3 |
| 2 | c8 re del bianco · c6 torre del bianco · e6 pedone del bianco · g5 alfiere del bianco · h5 cavallo del nero · e4 alfiere del nero · f4 donna del nero · a2 cavallo del bianco · b2 cavallo del bianco · d2 re del nero · e2 pedone del bianco · f2 donna del bianco | c8 re del bianco · c6 torre del bianco · e6 pedone del bianco · g5 alfiere del bianco · h5 cavallo del nero · e4 alfiere del nero · f4 donna del nero · a2 cavallo del bianco · b2 cavallo del bianco · d2 re del nero · e2 pedone del bianco · f2 donna del bianco | c8 re del bianco · c6 torre del bianco · e6 pedone del bianco · g5 alfiere del bianco · h5 cavallo del nero · e4 alfiere del nero · f4 donna del nero · a2 cavallo del bianco · b2 cavallo del bianco · d2 re del nero · e2 pedone del bianco · f2 donna del bianco | c8 re del bianco · c6 torre del bianco · e6 pedone del bianco · g5 alfiere del bianco · h5 cavallo del nero · e4 alfiere del nero · f4 donna del nero · a2 cavallo del bianco · b2 cavallo del bianco · d2 re del nero · e2 pedone del bianco · f2 donna del bianco | c8 re del bianco · c6 torre del bianco · e6 pedone del bianco · g5 alfiere del bianco · h5 cavallo del nero · e4 alfiere del nero · f4 donna del nero · a2 cavallo del bianco · b2 cavallo del bianco · d2 re del nero · e2 pedone del bianco · f2 donna del bianco | c8 re del bianco · c6 torre del bianco · e6 pedone del bianco · g5 alfiere del bianco · h5 cavallo del nero · e4 alfiere del nero · f4 donna del nero · a2 cavallo del bianco · b2 cavallo del bianco · d2 re del nero · e2 pedone del bianco · f2 donna del bianco | c8 re del bianco · c6 torre del bianco · e6 pedone del bianco · g5 alfiere del bianco · h5 cavallo del nero · e4 alfiere del nero · f4 donna del nero · a2 cavallo del bianco · b2 cavallo del bianco · d2 re del nero · e2 pedone del bianco · f2 donna del bianco | c8 re del bianco · c6 torre del bianco · e6 pedone del bianco · g5 alfiere del bianco · h5 cavallo del nero · e4 alfiere del nero · f4 donna del nero · a2 cavallo del bianco · b2 cavallo del bianco · d2 re del nero · e2 pedone del bianco · f2 donna del bianco | 2 |
| 1 | c8 re del bianco · c6 torre del bianco · e6 pedone del bianco · g5 alfiere del bianco · h5 cavallo del nero · e4 alfiere del nero · f4 donna del nero · a2 cavallo del bianco · b2 cavallo del bianco · d2 re del nero · e2 pedone del bianco · f2 donna del bianco | c8 re del bianco · c6 torre del bianco · e6 pedone del bianco · g5 alfiere del bianco · h5 cavallo del nero · e4 alfiere del nero · f4 donna del nero · a2 cavallo del bianco · b2 cavallo del bianco · d2 re del nero · e2 pedone del bianco · f2 donna del bianco | c8 re del bianco · c6 torre del bianco · e6 pedone del bianco · g5 alfiere del bianco · h5 cavallo del nero · e4 alfiere del nero · f4 donna del nero · a2 cavallo del bianco · b2 cavallo del bianco · d2 re del nero · e2 pedone del bianco · f2 donna del bianco | c8 re del bianco · c6 torre del bianco · e6 pedone del bianco · g5 alfiere del bianco · h5 cavallo del nero · e4 alfiere del nero · f4 donna del nero · a2 cavallo del bianco · b2 cavallo del bianco · d2 re del nero · e2 pedone del bianco · f2 donna del bianco | c8 re del bianco · c6 torre del bianco · e6 pedone del bianco · g5 alfiere del bianco · h5 cavallo del nero · e4 alfiere del nero · f4 donna del nero · a2 cavallo del bianco · b2 cavallo del bianco · d2 re del nero · e2 pedone del bianco · f2 donna del bianco | c8 re del bianco · c6 torre del bianco · e6 pedone del bianco · g5 alfiere del bianco · h5 cavallo del nero · e4 alfiere del nero · f4 donna del nero · a2 cavallo del bianco · b2 cavallo del bianco · d2 re del nero · e2 pedone del bianco · f2 donna del bianco | c8 re del bianco · c6 torre del bianco · e6 pedone del bianco · g5 alfiere del bianco · h5 cavallo del nero · e4 alfiere del nero · f4 donna del nero · a2 cavallo del bianco · b2 cavallo del bianco · d2 re del nero · e2 pedone del bianco · f2 donna del bianco | c8 re del bianco · c6 torre del bianco · e6 pedone del bianco · g5 alfiere del bianco · h5 cavallo del nero · e4 alfiere del nero · f4 donna del nero · a2 cavallo del bianco · b2 cavallo del bianco · d2 re del nero · e2 pedone del bianco · f2 donna del bianco | 1 |
|   | a | b | c | d | e | f | g | h |   |

Soluzione:
1. Ah6 !  (zugzwang)
1. ... Dg5/Dxh6  2. e3#

1. ... Cg3/g7/f6  2. Axf4#

|   | a | b | c | d | e | f | g | h |   |
| 8 | a8 re del bianco · d7 pedone del nero · f7 pedone del nero · b6 pedone del bianco · d6 pedone del bianco · f6 pedone del bianco · h6 cavallo del bianco · a5 pedone del nero · c5 pedone del nero · f5 pedone del bianco · a4 torre del bianco · c4 pedone del nero · d4 re del nero · h4 pedone del bianco · c3 pedone del nero · c2 pedone del bianco · f2 pedone del bianco · e1 cavallo del bianco · h1 donna del bianco | a8 re del bianco · d7 pedone del nero · f7 pedone del nero · b6 pedone del bianco · d6 pedone del bianco · f6 pedone del bianco · h6 cavallo del bianco · a5 pedone del nero · c5 pedone del nero · f5 pedone del bianco · a4 torre del bianco · c4 pedone del nero · d4 re del nero · h4 pedone del bianco · c3 pedone del nero · c2 pedone del bianco · f2 pedone del bianco · e1 cavallo del bianco · h1 donna del bianco | a8 re del bianco · d7 pedone del nero · f7 pedone del nero · b6 pedone del bianco · d6 pedone del bianco · f6 pedone del bianco · h6 cavallo del bianco · a5 pedone del nero · c5 pedone del nero · f5 pedone del bianco · a4 torre del bianco · c4 pedone del nero · d4 re del nero · h4 pedone del bianco · c3 pedone del nero · c2 pedone del bianco · f2 pedone del bianco · e1 cavallo del bianco · h1 donna del bianco | a8 re del bianco · d7 pedone del nero · f7 pedone del nero · b6 pedone del bianco · d6 pedone del bianco · f6 pedone del bianco · h6 cavallo del bianco · a5 pedone del nero · c5 pedone del nero · f5 pedone del bianco · a4 torre del bianco · c4 pedone del nero · d4 re del nero · h4 pedone del bianco · c3 pedone del nero · c2 pedone del bianco · f2 pedone del bianco · e1 cavallo del bianco · h1 donna del bianco | a8 re del bianco · d7 pedone del nero · f7 pedone del nero · b6 pedone del bianco · d6 pedone del bianco · f6 pedone del bianco · h6 cavallo del bianco · a5 pedone del nero · c5 pedone del nero · f5 pedone del bianco · a4 torre del bianco · c4 pedone del nero · d4 re del nero · h4 pedone del bianco · c3 pedone del nero · c2 pedone del bianco · f2 pedone del bianco · e1 cavallo del bianco · h1 donna del bianco | a8 re del bianco · d7 pedone del nero · f7 pedone del nero · b6 pedone del bianco · d6 pedone del bianco · f6 pedone del bianco · h6 cavallo del bianco · a5 pedone del nero · c5 pedone del nero · f5 pedone del bianco · a4 torre del bianco · c4 pedone del nero · d4 re del nero · h4 pedone del bianco · c3 pedone del nero · c2 pedone del bianco · f2 pedone del bianco · e1 cavallo del bianco · h1 donna del bianco | a8 re del bianco · d7 pedone del nero · f7 pedone del nero · b6 pedone del bianco · d6 pedone del bianco · f6 pedone del bianco · h6 cavallo del bianco · a5 pedone del nero · c5 pedone del nero · f5 pedone del bianco · a4 torre del bianco · c4 pedone del nero · d4 re del nero · h4 pedone del bianco · c3 pedone del nero · c2 pedone del bianco · f2 pedone del bianco · e1 cavallo del bianco · h1 donna del bianco | a8 re del bianco · d7 pedone del nero · f7 pedone del nero · b6 pedone del bianco · d6 pedone del bianco · f6 pedone del bianco · h6 cavallo del bianco · a5 pedone del nero · c5 pedone del nero · f5 pedone del bianco · a4 torre del bianco · c4 pedone del nero · d4 re del nero · h4 pedone del bianco · c3 pedone del nero · c2 pedone del bianco · f2 pedone del bianco · e1 cavallo del bianco · h1 donna del bianco | 8 |
| 7 | a8 re del bianco · d7 pedone del nero · f7 pedone del nero · b6 pedone del bianco · d6 pedone del bianco · f6 pedone del bianco · h6 cavallo del bianco · a5 pedone del nero · c5 pedone del nero · f5 pedone del bianco · a4 torre del bianco · c4 pedone del nero · d4 re del nero · h4 pedone del bianco · c3 pedone del nero · c2 pedone del bianco · f2 pedone del bianco · e1 cavallo del bianco · h1 donna del bianco | a8 re del bianco · d7 pedone del nero · f7 pedone del nero · b6 pedone del bianco · d6 pedone del bianco · f6 pedone del bianco · h6 cavallo del bianco · a5 pedone del nero · c5 pedone del nero · f5 pedone del bianco · a4 torre del bianco · c4 pedone del nero · d4 re del nero · h4 pedone del bianco · c3 pedone del nero · c2 pedone del bianco · f2 pedone del bianco · e1 cavallo del bianco · h1 donna del bianco | a8 re del bianco · d7 pedone del nero · f7 pedone del nero · b6 pedone del bianco · d6 pedone del bianco · f6 pedone del bianco · h6 cavallo del bianco · a5 pedone del nero · c5 pedone del nero · f5 pedone del bianco · a4 torre del bianco · c4 pedone del nero · d4 re del nero · h4 pedone del bianco · c3 pedone del nero · c2 pedone del bianco · f2 pedone del bianco · e1 cavallo del bianco · h1 donna del bianco | a8 re del bianco · d7 pedone del nero · f7 pedone del nero · b6 pedone del bianco · d6 pedone del bianco · f6 pedone del bianco · h6 cavallo del bianco · a5 pedone del nero · c5 pedone del nero · f5 pedone del bianco · a4 torre del bianco · c4 pedone del nero · d4 re del nero · h4 pedone del bianco · c3 pedone del nero · c2 pedone del bianco · f2 pedone del bianco · e1 cavallo del bianco · h1 donna del bianco | a8 re del bianco · d7 pedone del nero · f7 pedone del nero · b6 pedone del bianco · d6 pedone del bianco · f6 pedone del bianco · h6 cavallo del bianco · a5 pedone del nero · c5 pedone del nero · f5 pedone del bianco · a4 torre del bianco · c4 pedone del nero · d4 re del nero · h4 pedone del bianco · c3 pedone del nero · c2 pedone del bianco · f2 pedone del bianco · e1 cavallo del bianco · h1 donna del bianco | a8 re del bianco · d7 pedone del nero · f7 pedone del nero · b6 pedone del bianco · d6 pedone del bianco · f6 pedone del bianco · h6 cavallo del bianco · a5 pedone del nero · c5 pedone del nero · f5 pedone del bianco · a4 torre del bianco · c4 pedone del nero · d4 re del nero · h4 pedone del bianco · c3 pedone del nero · c2 pedone del bianco · f2 pedone del bianco · e1 cavallo del bianco · h1 donna del bianco | a8 re del bianco · d7 pedone del nero · f7 pedone del nero · b6 pedone del bianco · d6 pedone del bianco · f6 pedone del bianco · h6 cavallo del bianco · a5 pedone del nero · c5 pedone del nero · f5 pedone del bianco · a4 torre del bianco · c4 pedone del nero · d4 re del nero · h4 pedone del bianco · c3 pedone del nero · c2 pedone del bianco · f2 pedone del bianco · e1 cavallo del bianco · h1 donna del bianco | a8 re del bianco · d7 pedone del nero · f7 pedone del nero · b6 pedone del bianco · d6 pedone del bianco · f6 pedone del bianco · h6 cavallo del bianco · a5 pedone del nero · c5 pedone del nero · f5 pedone del bianco · a4 torre del bianco · c4 pedone del nero · d4 re del nero · h4 pedone del bianco · c3 pedone del nero · c2 pedone del bianco · f2 pedone del bianco · e1 cavallo del bianco · h1 donna del bianco | 7 |
| 6 | a8 re del bianco · d7 pedone del nero · f7 pedone del nero · b6 pedone del bianco · d6 pedone del bianco · f6 pedone del bianco · h6 cavallo del bianco · a5 pedone del nero · c5 pedone del nero · f5 pedone del bianco · a4 torre del bianco · c4 pedone del nero · d4 re del nero · h4 pedone del bianco · c3 pedone del nero · c2 pedone del bianco · f2 pedone del bianco · e1 cavallo del bianco · h1 donna del bianco | a8 re del bianco · d7 pedone del nero · f7 pedone del nero · b6 pedone del bianco · d6 pedone del bianco · f6 pedone del bianco · h6 cavallo del bianco · a5 pedone del nero · c5 pedone del nero · f5 pedone del bianco · a4 torre del bianco · c4 pedone del nero · d4 re del nero · h4 pedone del bianco · c3 pedone del nero · c2 pedone del bianco · f2 pedone del bianco · e1 cavallo del bianco · h1 donna del bianco | a8 re del bianco · d7 pedone del nero · f7 pedone del nero · b6 pedone del bianco · d6 pedone del bianco · f6 pedone del bianco · h6 cavallo del bianco · a5 pedone del nero · c5 pedone del nero · f5 pedone del bianco · a4 torre del bianco · c4 pedone del nero · d4 re del nero · h4 pedone del bianco · c3 pedone del nero · c2 pedone del bianco · f2 pedone del bianco · e1 cavallo del bianco · h1 donna del bianco | a8 re del bianco · d7 pedone del nero · f7 pedone del nero · b6 pedone del bianco · d6 pedone del bianco · f6 pedone del bianco · h6 cavallo del bianco · a5 pedone del nero · c5 pedone del nero · f5 pedone del bianco · a4 torre del bianco · c4 pedone del nero · d4 re del nero · h4 pedone del bianco · c3 pedone del nero · c2 pedone del bianco · f2 pedone del bianco · e1 cavallo del bianco · h1 donna del bianco | a8 re del bianco · d7 pedone del nero · f7 pedone del nero · b6 pedone del bianco · d6 pedone del bianco · f6 pedone del bianco · h6 cavallo del bianco · a5 pedone del nero · c5 pedone del nero · f5 pedone del bianco · a4 torre del bianco · c4 pedone del nero · d4 re del nero · h4 pedone del bianco · c3 pedone del nero · c2 pedone del bianco · f2 pedone del bianco · e1 cavallo del bianco · h1 donna del bianco | a8 re del bianco · d7 pedone del nero · f7 pedone del nero · b6 pedone del bianco · d6 pedone del bianco · f6 pedone del bianco · h6 cavallo del bianco · a5 pedone del nero · c5 pedone del nero · f5 pedone del bianco · a4 torre del bianco · c4 pedone del nero · d4 re del nero · h4 pedone del bianco · c3 pedone del nero · c2 pedone del bianco · f2 pedone del bianco · e1 cavallo del bianco · h1 donna del bianco | a8 re del bianco · d7 pedone del nero · f7 pedone del nero · b6 pedone del bianco · d6 pedone del bianco · f6 pedone del bianco · h6 cavallo del bianco · a5 pedone del nero · c5 pedone del nero · f5 pedone del bianco · a4 torre del bianco · c4 pedone del nero · d4 re del nero · h4 pedone del bianco · c3 pedone del nero · c2 pedone del bianco · f2 pedone del bianco · e1 cavallo del bianco · h1 donna del bianco | a8 re del bianco · d7 pedone del nero · f7 pedone del nero · b6 pedone del bianco · d6 pedone del bianco · f6 pedone del bianco · h6 cavallo del bianco · a5 pedone del nero · c5 pedone del nero · f5 pedone del bianco · a4 torre del bianco · c4 pedone del nero · d4 re del nero · h4 pedone del bianco · c3 pedone del nero · c2 pedone del bianco · f2 pedone del bianco · e1 cavallo del bianco · h1 donna del bianco | 6 |
| 5 | a8 re del bianco · d7 pedone del nero · f7 pedone del nero · b6 pedone del bianco · d6 pedone del bianco · f6 pedone del bianco · h6 cavallo del bianco · a5 pedone del nero · c5 pedone del nero · f5 pedone del bianco · a4 torre del bianco · c4 pedone del nero · d4 re del nero · h4 pedone del bianco · c3 pedone del nero · c2 pedone del bianco · f2 pedone del bianco · e1 cavallo del bianco · h1 donna del bianco | a8 re del bianco · d7 pedone del nero · f7 pedone del nero · b6 pedone del bianco · d6 pedone del bianco · f6 pedone del bianco · h6 cavallo del bianco · a5 pedone del nero · c5 pedone del nero · f5 pedone del bianco · a4 torre del bianco · c4 pedone del nero · d4 re del nero · h4 pedone del bianco · c3 pedone del nero · c2 pedone del bianco · f2 pedone del bianco · e1 cavallo del bianco · h1 donna del bianco | a8 re del bianco · d7 pedone del nero · f7 pedone del nero · b6 pedone del bianco · d6 pedone del bianco · f6 pedone del bianco · h6 cavallo del bianco · a5 pedone del nero · c5 pedone del nero · f5 pedone del bianco · a4 torre del bianco · c4 pedone del nero · d4 re del nero · h4 pedone del bianco · c3 pedone del nero · c2 pedone del bianco · f2 pedone del bianco · e1 cavallo del bianco · h1 donna del bianco | a8 re del bianco · d7 pedone del nero · f7 pedone del nero · b6 pedone del bianco · d6 pedone del bianco · f6 pedone del bianco · h6 cavallo del bianco · a5 pedone del nero · c5 pedone del nero · f5 pedone del bianco · a4 torre del bianco · c4 pedone del nero · d4 re del nero · h4 pedone del bianco · c3 pedone del nero · c2 pedone del bianco · f2 pedone del bianco · e1 cavallo del bianco · h1 donna del bianco | a8 re del bianco · d7 pedone del nero · f7 pedone del nero · b6 pedone del bianco · d6 pedone del bianco · f6 pedone del bianco · h6 cavallo del bianco · a5 pedone del nero · c5 pedone del nero · f5 pedone del bianco · a4 torre del bianco · c4 pedone del nero · d4 re del nero · h4 pedone del bianco · c3 pedone del nero · c2 pedone del bianco · f2 pedone del bianco · e1 cavallo del bianco · h1 donna del bianco | a8 re del bianco · d7 pedone del nero · f7 pedone del nero · b6 pedone del bianco · d6 pedone del bianco · f6 pedone del bianco · h6 cavallo del bianco · a5 pedone del nero · c5 pedone del nero · f5 pedone del bianco · a4 torre del bianco · c4 pedone del nero · d4 re del nero · h4 pedone del bianco · c3 pedone del nero · c2 pedone del bianco · f2 pedone del bianco · e1 cavallo del bianco · h1 donna del bianco | a8 re del bianco · d7 pedone del nero · f7 pedone del nero · b6 pedone del bianco · d6 pedone del bianco · f6 pedone del bianco · h6 cavallo del bianco · a5 pedone del nero · c5 pedone del nero · f5 pedone del bianco · a4 torre del bianco · c4 pedone del nero · d4 re del nero · h4 pedone del bianco · c3 pedone del nero · c2 pedone del bianco · f2 pedone del bianco · e1 cavallo del bianco · h1 donna del bianco | a8 re del bianco · d7 pedone del nero · f7 pedone del nero · b6 pedone del bianco · d6 pedone del bianco · f6 pedone del bianco · h6 cavallo del bianco · a5 pedone del nero · c5 pedone del nero · f5 pedone del bianco · a4 torre del bianco · c4 pedone del nero · d4 re del nero · h4 pedone del bianco · c3 pedone del nero · c2 pedone del bianco · f2 pedone del bianco · e1 cavallo del bianco · h1 donna del bianco | 5 |
| 4 | a8 re del bianco · d7 pedone del nero · f7 pedone del nero · b6 pedone del bianco · d6 pedone del bianco · f6 pedone del bianco · h6 cavallo del bianco · a5 pedone del nero · c5 pedone del nero · f5 pedone del bianco · a4 torre del bianco · c4 pedone del nero · d4 re del nero · h4 pedone del bianco · c3 pedone del nero · c2 pedone del bianco · f2 pedone del bianco · e1 cavallo del bianco · h1 donna del bianco | a8 re del bianco · d7 pedone del nero · f7 pedone del nero · b6 pedone del bianco · d6 pedone del bianco · f6 pedone del bianco · h6 cavallo del bianco · a5 pedone del nero · c5 pedone del nero · f5 pedone del bianco · a4 torre del bianco · c4 pedone del nero · d4 re del nero · h4 pedone del bianco · c3 pedone del nero · c2 pedone del bianco · f2 pedone del bianco · e1 cavallo del bianco · h1 donna del bianco | a8 re del bianco · d7 pedone del nero · f7 pedone del nero · b6 pedone del bianco · d6 pedone del bianco · f6 pedone del bianco · h6 cavallo del bianco · a5 pedone del nero · c5 pedone del nero · f5 pedone del bianco · a4 torre del bianco · c4 pedone del nero · d4 re del nero · h4 pedone del bianco · c3 pedone del nero · c2 pedone del bianco · f2 pedone del bianco · e1 cavallo del bianco · h1 donna del bianco | a8 re del bianco · d7 pedone del nero · f7 pedone del nero · b6 pedone del bianco · d6 pedone del bianco · f6 pedone del bianco · h6 cavallo del bianco · a5 pedone del nero · c5 pedone del nero · f5 pedone del bianco · a4 torre del bianco · c4 pedone del nero · d4 re del nero · h4 pedone del bianco · c3 pedone del nero · c2 pedone del bianco · f2 pedone del bianco · e1 cavallo del bianco · h1 donna del bianco | a8 re del bianco · d7 pedone del nero · f7 pedone del nero · b6 pedone del bianco · d6 pedone del bianco · f6 pedone del bianco · h6 cavallo del bianco · a5 pedone del nero · c5 pedone del nero · f5 pedone del bianco · a4 torre del bianco · c4 pedone del nero · d4 re del nero · h4 pedone del bianco · c3 pedone del nero · c2 pedone del bianco · f2 pedone del bianco · e1 cavallo del bianco · h1 donna del bianco | a8 re del bianco · d7 pedone del nero · f7 pedone del nero · b6 pedone del bianco · d6 pedone del bianco · f6 pedone del bianco · h6 cavallo del bianco · a5 pedone del nero · c5 pedone del nero · f5 pedone del bianco · a4 torre del bianco · c4 pedone del nero · d4 re del nero · h4 pedone del bianco · c3 pedone del nero · c2 pedone del bianco · f2 pedone del bianco · e1 cavallo del bianco · h1 donna del bianco | a8 re del bianco · d7 pedone del nero · f7 pedone del nero · b6 pedone del bianco · d6 pedone del bianco · f6 pedone del bianco · h6 cavallo del bianco · a5 pedone del nero · c5 pedone del nero · f5 pedone del bianco · a4 torre del bianco · c4 pedone del nero · d4 re del nero · h4 pedone del bianco · c3 pedone del nero · c2 pedone del bianco · f2 pedone del bianco · e1 cavallo del bianco · h1 donna del bianco | a8 re del bianco · d7 pedone del nero · f7 pedone del nero · b6 pedone del bianco · d6 pedone del bianco · f6 pedone del bianco · h6 cavallo del bianco · a5 pedone del nero · c5 pedone del nero · f5 pedone del bianco · a4 torre del bianco · c4 pedone del nero · d4 re del nero · h4 pedone del bianco · c3 pedone del nero · c2 pedone del bianco · f2 pedone del bianco · e1 cavallo del bianco · h1 donna del bianco | 4 |
| 3 | a8 re del bianco · d7 pedone del nero · f7 pedone del nero · b6 pedone del bianco · d6 pedone del bianco · f6 pedone del bianco · h6 cavallo del bianco · a5 pedone del nero · c5 pedone del nero · f5 pedone del bianco · a4 torre del bianco · c4 pedone del nero · d4 re del nero · h4 pedone del bianco · c3 pedone del nero · c2 pedone del bianco · f2 pedone del bianco · e1 cavallo del bianco · h1 donna del bianco | a8 re del bianco · d7 pedone del nero · f7 pedone del nero · b6 pedone del bianco · d6 pedone del bianco · f6 pedone del bianco · h6 cavallo del bianco · a5 pedone del nero · c5 pedone del nero · f5 pedone del bianco · a4 torre del bianco · c4 pedone del nero · d4 re del nero · h4 pedone del bianco · c3 pedone del nero · c2 pedone del bianco · f2 pedone del bianco · e1 cavallo del bianco · h1 donna del bianco | a8 re del bianco · d7 pedone del nero · f7 pedone del nero · b6 pedone del bianco · d6 pedone del bianco · f6 pedone del bianco · h6 cavallo del bianco · a5 pedone del nero · c5 pedone del nero · f5 pedone del bianco · a4 torre del bianco · c4 pedone del nero · d4 re del nero · h4 pedone del bianco · c3 pedone del nero · c2 pedone del bianco · f2 pedone del bianco · e1 cavallo del bianco · h1 donna del bianco | a8 re del bianco · d7 pedone del nero · f7 pedone del nero · b6 pedone del bianco · d6 pedone del bianco · f6 pedone del bianco · h6 cavallo del bianco · a5 pedone del nero · c5 pedone del nero · f5 pedone del bianco · a4 torre del bianco · c4 pedone del nero · d4 re del nero · h4 pedone del bianco · c3 pedone del nero · c2 pedone del bianco · f2 pedone del bianco · e1 cavallo del bianco · h1 donna del bianco | a8 re del bianco · d7 pedone del nero · f7 pedone del nero · b6 pedone del bianco · d6 pedone del bianco · f6 pedone del bianco · h6 cavallo del bianco · a5 pedone del nero · c5 pedone del nero · f5 pedone del bianco · a4 torre del bianco · c4 pedone del nero · d4 re del nero · h4 pedone del bianco · c3 pedone del nero · c2 pedone del bianco · f2 pedone del bianco · e1 cavallo del bianco · h1 donna del bianco | a8 re del bianco · d7 pedone del nero · f7 pedone del nero · b6 pedone del bianco · d6 pedone del bianco · f6 pedone del bianco · h6 cavallo del bianco · a5 pedone del nero · c5 pedone del nero · f5 pedone del bianco · a4 torre del bianco · c4 pedone del nero · d4 re del nero · h4 pedone del bianco · c3 pedone del nero · c2 pedone del bianco · f2 pedone del bianco · e1 cavallo del bianco · h1 donna del bianco | a8 re del bianco · d7 pedone del nero · f7 pedone del nero · b6 pedone del bianco · d6 pedone del bianco · f6 pedone del bianco · h6 cavallo del bianco · a5 pedone del nero · c5 pedone del nero · f5 pedone del bianco · a4 torre del bianco · c4 pedone del nero · d4 re del nero · h4 pedone del bianco · c3 pedone del nero · c2 pedone del bianco · f2 pedone del bianco · e1 cavallo del bianco · h1 donna del bianco | a8 re del bianco · d7 pedone del nero · f7 pedone del nero · b6 pedone del bianco · d6 pedone del bianco · f6 pedone del bianco · h6 cavallo del bianco · a5 pedone del nero · c5 pedone del nero · f5 pedone del bianco · a4 torre del bianco · c4 pedone del nero · d4 re del nero · h4 pedone del bianco · c3 pedone del nero · c2 pedone del bianco · f2 pedone del bianco · e1 cavallo del bianco · h1 donna del bianco | 3 |
| 2 | a8 re del bianco · d7 pedone del nero · f7 pedone del nero · b6 pedone del bianco · d6 pedone del bianco · f6 pedone del bianco · h6 cavallo del bianco · a5 pedone del nero · c5 pedone del nero · f5 pedone del bianco · a4 torre del bianco · c4 pedone del nero · d4 re del nero · h4 pedone del bianco · c3 pedone del nero · c2 pedone del bianco · f2 pedone del bianco · e1 cavallo del bianco · h1 donna del bianco | a8 re del bianco · d7 pedone del nero · f7 pedone del nero · b6 pedone del bianco · d6 pedone del bianco · f6 pedone del bianco · h6 cavallo del bianco · a5 pedone del nero · c5 pedone del nero · f5 pedone del bianco · a4 torre del bianco · c4 pedone del nero · d4 re del nero · h4 pedone del bianco · c3 pedone del nero · c2 pedone del bianco · f2 pedone del bianco · e1 cavallo del bianco · h1 donna del bianco | a8 re del bianco · d7 pedone del nero · f7 pedone del nero · b6 pedone del bianco · d6 pedone del bianco · f6 pedone del bianco · h6 cavallo del bianco · a5 pedone del nero · c5 pedone del nero · f5 pedone del bianco · a4 torre del bianco · c4 pedone del nero · d4 re del nero · h4 pedone del bianco · c3 pedone del nero · c2 pedone del bianco · f2 pedone del bianco · e1 cavallo del bianco · h1 donna del bianco | a8 re del bianco · d7 pedone del nero · f7 pedone del nero · b6 pedone del bianco · d6 pedone del bianco · f6 pedone del bianco · h6 cavallo del bianco · a5 pedone del nero · c5 pedone del nero · f5 pedone del bianco · a4 torre del bianco · c4 pedone del nero · d4 re del nero · h4 pedone del bianco · c3 pedone del nero · c2 pedone del bianco · f2 pedone del bianco · e1 cavallo del bianco · h1 donna del bianco | a8 re del bianco · d7 pedone del nero · f7 pedone del nero · b6 pedone del bianco · d6 pedone del bianco · f6 pedone del bianco · h6 cavallo del bianco · a5 pedone del nero · c5 pedone del nero · f5 pedone del bianco · a4 torre del bianco · c4 pedone del nero · d4 re del nero · h4 pedone del bianco · c3 pedone del nero · c2 pedone del bianco · f2 pedone del bianco · e1 cavallo del bianco · h1 donna del bianco | a8 re del bianco · d7 pedone del nero · f7 pedone del nero · b6 pedone del bianco · d6 pedone del bianco · f6 pedone del bianco · h6 cavallo del bianco · a5 pedone del nero · c5 pedone del nero · f5 pedone del bianco · a4 torre del bianco · c4 pedone del nero · d4 re del nero · h4 pedone del bianco · c3 pedone del nero · c2 pedone del bianco · f2 pedone del bianco · e1 cavallo del bianco · h1 donna del bianco | a8 re del bianco · d7 pedone del nero · f7 pedone del nero · b6 pedone del bianco · d6 pedone del bianco · f6 pedone del bianco · h6 cavallo del bianco · a5 pedone del nero · c5 pedone del nero · f5 pedone del bianco · a4 torre del bianco · c4 pedone del nero · d4 re del nero · h4 pedone del bianco · c3 pedone del nero · c2 pedone del bianco · f2 pedone del bianco · e1 cavallo del bianco · h1 donna del bianco | a8 re del bianco · d7 pedone del nero · f7 pedone del nero · b6 pedone del bianco · d6 pedone del bianco · f6 pedone del bianco · h6 cavallo del bianco · a5 pedone del nero · c5 pedone del nero · f5 pedone del bianco · a4 torre del bianco · c4 pedone del nero · d4 re del nero · h4 pedone del bianco · c3 pedone del nero · c2 pedone del bianco · f2 pedone del bianco · e1 cavallo del bianco · h1 donna del bianco | 2 |
| 1 | a8 re del bianco · d7 pedone del nero · f7 pedone del nero · b6 pedone del bianco · d6 pedone del bianco · f6 pedone del bianco · h6 cavallo del bianco · a5 pedone del nero · c5 pedone del nero · f5 pedone del bianco · a4 torre del bianco · c4 pedone del nero · d4 re del nero · h4 pedone del bianco · c3 pedone del nero · c2 pedone del bianco · f2 pedone del bianco · e1 cavallo del bianco · h1 donna del bianco | a8 re del bianco · d7 pedone del nero · f7 pedone del nero · b6 pedone del bianco · d6 pedone del bianco · f6 pedone del bianco · h6 cavallo del bianco · a5 pedone del nero · c5 pedone del nero · f5 pedone del bianco · a4 torre del bianco · c4 pedone del nero · d4 re del nero · h4 pedone del bianco · c3 pedone del nero · c2 pedone del bianco · f2 pedone del bianco · e1 cavallo del bianco · h1 donna del bianco | a8 re del bianco · d7 pedone del nero · f7 pedone del nero · b6 pedone del bianco · d6 pedone del bianco · f6 pedone del bianco · h6 cavallo del bianco · a5 pedone del nero · c5 pedone del nero · f5 pedone del bianco · a4 torre del bianco · c4 pedone del nero · d4 re del nero · h4 pedone del bianco · c3 pedone del nero · c2 pedone del bianco · f2 pedone del bianco · e1 cavallo del bianco · h1 donna del bianco | a8 re del bianco · d7 pedone del nero · f7 pedone del nero · b6 pedone del bianco · d6 pedone del bianco · f6 pedone del bianco · h6 cavallo del bianco · a5 pedone del nero · c5 pedone del nero · f5 pedone del bianco · a4 torre del bianco · c4 pedone del nero · d4 re del nero · h4 pedone del bianco · c3 pedone del nero · c2 pedone del bianco · f2 pedone del bianco · e1 cavallo del bianco · h1 donna del bianco | a8 re del bianco · d7 pedone del nero · f7 pedone del nero · b6 pedone del bianco · d6 pedone del bianco · f6 pedone del bianco · h6 cavallo del bianco · a5 pedone del nero · c5 pedone del nero · f5 pedone del bianco · a4 torre del bianco · c4 pedone del nero · d4 re del nero · h4 pedone del bianco · c3 pedone del nero · c2 pedone del bianco · f2 pedone del bianco · e1 cavallo del bianco · h1 donna del bianco | a8 re del bianco · d7 pedone del nero · f7 pedone del nero · b6 pedone del bianco · d6 pedone del bianco · f6 pedone del bianco · h6 cavallo del bianco · a5 pedone del nero · c5 pedone del nero · f5 pedone del bianco · a4 torre del bianco · c4 pedone del nero · d4 re del nero · h4 pedone del bianco · c3 pedone del nero · c2 pedone del bianco · f2 pedone del bianco · e1 cavallo del bianco · h1 donna del bianco | a8 re del bianco · d7 pedone del nero · f7 pedone del nero · b6 pedone del bianco · d6 pedone del bianco · f6 pedone del bianco · h6 cavallo del bianco · a5 pedone del nero · c5 pedone del nero · f5 pedone del bianco · a4 torre del bianco · c4 pedone del nero · d4 re del nero · h4 pedone del bianco · c3 pedone del nero · c2 pedone del bianco · f2 pedone del bianco · e1 cavallo del bianco · h1 donna del bianco | a8 re del bianco · d7 pedone del nero · f7 pedone del nero · b6 pedone del bianco · d6 pedone del bianco · f6 pedone del bianco · h6 cavallo del bianco · a5 pedone del nero · c5 pedone del nero · f5 pedone del bianco · a4 torre del bianco · c4 pedone del nero · d4 re del nero · h4 pedone del bianco · c3 pedone del nero · c2 pedone del bianco · f2 pedone del bianco · e1 cavallo del bianco · h1 donna del bianco | 1 |
|   | a | b | c | d | e | f | g | h |   |

Soluzione:
1. Ra7 !  (zugzwang)
1. ... Re5  2. Da8 Rxf6  3. Dh8#

  (2... Rxd6  3. Cxf7#)

  (2... Rf4  3. Cd3#) 